# 麻豆口
麻豆口，原寫為蔴荳口，是臺灣臺南市麻豆區的一個傳統地域名稱，位於該區西部。相較於今日行政區，其範圍大致包括麻口里不含北部中央凸出部分及東部中央凸出部分的東側、安正里西北部。
本地區境內主要聚落為蔴荳口、番仔藔，麻豆工業區的西半部大多位於本地區東北部。

## 歷史
台灣日治初期，麻豆口地區為一街庄，稱為「蔴荳口庄」（舊制街庄），隸屬於佳里興堡。該庄昔日北與大山腳庄為鄰，東北邊及東邊北段與埤頭庄為鄰，東邊南段及南邊為謝厝藔庄為鄰，西邊為後營庄、子良廟庄，海埔庄。
1901年（日治明治三十四年）11月11日，全台廢縣廳改設二十廳，該庄隸屬於鹽水港廳。1904年（明治三十七年）4月1日，該庄編入「子良廟區」，隸屬於鹽水港廳。1906年（明治三十九年）4月1日，鹽水港廳內管轄區域調整，該庄改隸屬於「佳里興區」。1909年（明治四十二年）10月25日，全台合併二十廳為十二廳，佳里興區改隸屬於臺南廳。1920年（大正九年）10月1日，全台地方制度大改正，廢十二廳改設五州二廳，該庄改制並雅化為「麻豆口」大字，隸屬於臺南州曾文郡麻豆街（新制街庄）。
戰後麻豆街改制為麻豆鎮，隸屬於臺南縣，大字亦改制為里。1950年（民國39年）10月25日，雲、嘉、南分治，麻豆鎮仍隸屬於臺南縣。2010年（民國99年）12月25日，臺南縣、市合併為直轄臺南市，麻豆鎮改制為麻豆區。

## 聚落
本地區發展較早的聚落為蔴荳口、後班（已消失）、番仔藔，在日治期初期的官方地圖上已有記載。

## 交通
市道176號是新山子寮至隆田的道路，經過本地區麻豆口聚落。由該道路西行可前往佳里區、七股區，並止於省道台76線七股交流道西側，東行可前住國道1號麻豆交流道、麻豆市區、官田區，並止於隆田聚落的省道台1線路口。
區道南24線是頂潭至埤頭的道路，經過本地區北部邊界地帶西側。
區道南47線是佳里興至後營的道路，經過本地區西南部邊界地帶。
區道南48線是番仔寮至溝仔墘的道路，其西側端點（起點）位於本地區東部邊界地帶的區道南49線路口。
區道南49線是客寮至謝厝寮的道路，經過本地區蔴荳口、番仔藔兩聚落。

## 產業
- 麻豆工業區（西半部，其餘大部分位於埤頭地區境內，小部分位於大山腳地區境內）